# John Hayes (explorador)
John Hayes (Cumberland, 11 de febrero de 1768 - Islas Cocos, 3 de julio de 1831) fue un navegante británico del siglo XVIII que al servicio de la Compañía Británica de las Indias Orientales lideró una expedición de dos barcos, el Duchess of Bengal y el Duke of Clarence, que exploró la costa oriental de Tasmania y Nueva Guinea. Exploró y nombró en 1793 el río Derwent y Risdon Cove, visitando también Adventure Bay.